# 林鸿宣
林鸿宣（1960年11月—），中国作物遗传学家。中国科学院上海生命科学研究院植物生理生态研究所研究员。

## 生平
生于海南海口，原籍海南文昌。1983年毕业于华南农业大学农学系，1986年、1994年在中国农业科学院研究生院先后获硕士、博士学位。现任植物分子遗传国家重点实验室副主任。2009年当选为中国科学院院士。